# Rio Guil
O rio Guil é um rio do departamento de Hautes-Alpes, em França, com 51,6 km de comprimento. Nasce de vários pequenos arroios que convergem no lago Lestio, em Ristolas. Corre em geral para oeste, ao longo do vale denominado Queyras. É um afluente do rio Durance, pela sua margem esquerda, nele confluindo em Guillestre.
Ao longo do seu percurso, o rio Guil atravessa as seguintes comunas: Ristolas, Abriès, Aiguilles, Château-Ville-Vieille, Arvieux, Eygliers, Guillestre.